# Пешё, Мишель
Мишель Пешё (фр. Michel Pêcheux; 1938—1983) — французский философ, последователь Луи Альтюссера.
С 1959 по 1963 год изучал философию в Высшей нормальной школе в Париже. В 1966 начал свою академическую деятельность в отделе психологии Национального Центра Научных Исследований (CNRS). Внёс значительный вклад в изучение дискурсного анализа.